# Jeanschmidtviridae
Jeanschmidtviridae ist eine im März 2025 als Familie eingerichtete Gruppe von Viren mit Kopf-Schwanz-Aufbau vom Morphotyp B (Siphoviren). Die Gruppe war seit März 2020 zunächst als Unterfamilie  Dolichocephalovirinae geführt worden.
Ihre Wirte sind Bakterien, was sie als Bakteriophagen klassifiziert.

## Systematik
Die Systematik der Jeanschmidtviridae ist nach International Committee on Taxonomy of Viruses (ICTV), ergänzt um einige Vorschläge nach der Taxonomie des National Center for Biotechnology Information (NCBI) in Hochkommata mit Stand 1. April 2025 (MSL#40v1) wie folgt:
Familie Jeanschmidtviridae (früher Unterfamilie Dolichocephalovirinae, ehem. in Siphoviridae)
- ohne zugewiesene Unterfamilie
  - Gattung Bajunvirus
    - Spezies Bajunvirus bajun, mit Brevundimonas-Phage vB_BpoS-Bajun

  - Gattung Bertelyvirus
    - Spezies Bertelyvirus BL9, mit Caulobacter-Phage CcrBL9
    - Spezies Bertelyvirus SC, mit Caulobacter-Phage CcrSC
    - Spezies „Caulobacter phage BL47“
    - Spezies „Caulobacter phage C1“
    - Spezies „Caulobacter phage C2“
    - Spezies „Caulobacter phage J4“
    - Spezies „Caulobacter phage RB23“

  - Gattung Colossusvirus
    - Spezies Colossusvirus colossus, mit Caulobacter-Phage CcrColossus[6]
    - Spezies Colossusvirus PW, mit Caulobacter-Phage CcrPW

  - Gattung Kikimoravirus
    - Spezies Kikimoravirus gurke, mit Brevundimonas-Phage vB_BpoS-Gurke[7]
    - Spezies Kikimoravirus kikimora, mit Brevundimonas-Phage vB_BpoS-Kikimora[7]

  - Gattung Marchewkavirus
    - Spezies Marchewkavirus domovoi, mit Brevundimonas-Phage vB_BpoS-Domovoi[7]
    - Spezies Marchewkavirus kabachok, mit Brevundimonas-Phage vB_BpoS-Kabachok[7]
    - Spezies Marchewkavirus marchewka, mit Brevundimonas-Phage vB_BpoS-Marchewka[7]

  - Gattung Poindextervirus
    - Spezies Poindextervirus BL10, mit Caulobacter-Phage CcrBL10
    - Spezies Poindextervirus rogue, mit Caulobacter-Phage CcrRogue

  - Gattung Shapirovirus (früher Phicbkvirus, Phicbklikevirus)[8]
    - Spezies Shapirovirus cbk (Caulobacter-Virus phiCbK, ehem. Typus), mit Caulobacter-Phage Ccr32, Caulobacter-Phage Ccr34 und Caulobacter-Phage phiCbK[9][6]
    - Spezies Shapirovirus swift (Caulobacter-Virus Swift), mit Caulobacter-Phage CcrSwift
    - Spezies „Caulobacter phage Ccr10“
    - Spezies „Caulobacter phage Ccr2“
    - Spezies „Caulobacter phage Ccr29“
    - Spezies „Caulobacter phage Ccr5“
    - Spezies „Caulobacter virus Karma“
    - Spezies „Caulobacter virus Magneto“

  - ohne Gattungszuweisung
    - Spezies „Brevundimonas phage vB_BpoS-Bambus“[7]
    - Spezies „Brevundimonas phage vB_BpoS-Papperlapapp“[7]

## Beschreibung
Die Wirte der Viren aus der Familie Jeanschmidtviridae sind Bakterien der Gattungen Caulobacter und Brevundimonas (beide Familie Caulobacteraceae).
Ihre Mitglieder weisen eine DNA-Sequenzähnlichkeit von mindesten 10,3 % auf, die Protein-Sequenzähnlichkeit ist mindestens 12,9 %; sie haben 38 gemeinsame Proteinhomologe.
Der Brevundimonas-Phage vB_BpoS-Kikimora wurde von Ines Friedrich et al. an der Georg-August-Universität Göttingen isoliert;
die untersuchten Proben hatte Ines Friedrich im Juli 2019 aus Abwässern entnommen. Sein Wirt (Biologie) ist Brevundimonas pondensis LVF1, die Genomgröße beträgt 313.6&nbps;kbp (Kilobasenpaare).
Der Brevundimonas-Phage vB_BpoS-Marchewka wurde vom selben Team an der Uni Göttingen ebenfalls aus Abwässern isoliert; der Wirt ist auch B. pondensis LVF1, die Genomgröße 348,4 kbp.
Der Brevundimonas-Phage vB_BpoS-Bajun wurde von diesem Team aus Abwasser isoliert, sein Wirt ist jedoch ein Stamm LFV2 der Schwesterspezies Brevundimonas goettingensis und seine Genomgröße beträgt 207,3 kbp.
Der Caulobacter-Phage CcrColossus wurde von Jason J. Gill et al. an der Texas A&M University (TAMU)  aus Proben isoliert, die am 1. Februar 2010 aus Oberflächenwasser in Texas entnommen wurden. Sein Wirt ist Caulobacter crescentus.
Das Team isolierte auch den Caulobacter-Phagen phiCbK (Caulobacter crescentus phage phiCbK), als dessen Wirt ebenfalls C. crescentus, sowie C. vibrioides beschrieben werden.

## Bildergalerie

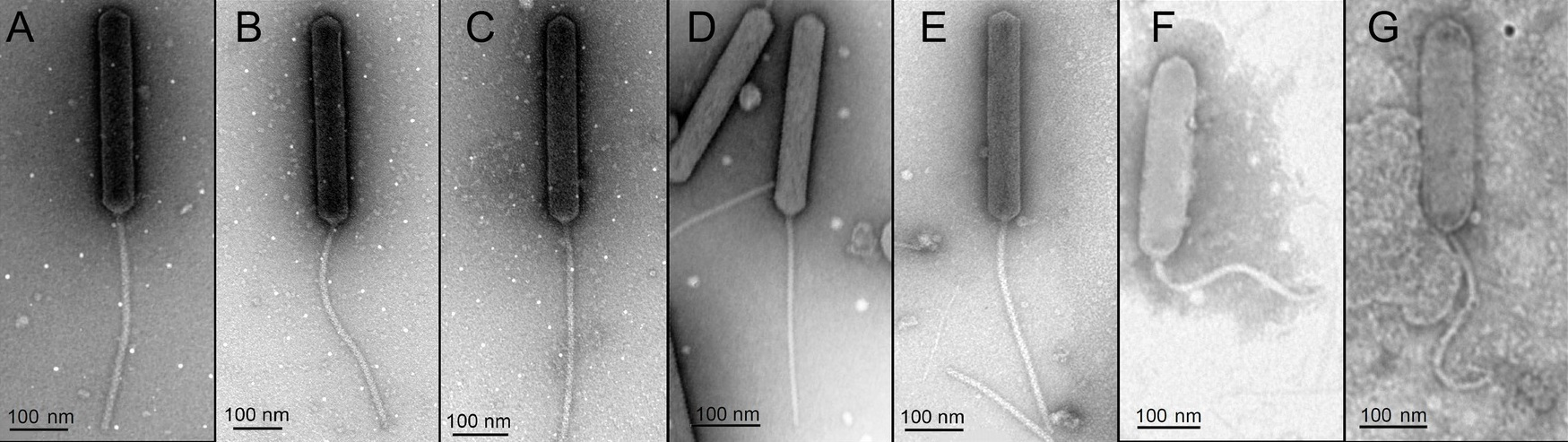
Die TEM-Aufnahmen zeigen Vertreter der Jeanschmidtviridae mit Wirt B. pondensis LVF1. (A) vB_BpoS-Papperlapapp, (B) vB_BpoS-Kabachok, (C) vB_BpoS-Domovoi, (D) vB_BpoS-Marchewka, (E) vB_BpoS-Bambus, (F) vB_BpoS-Gurke, (G) vB_BpoS-Kikimora. Negativ gefärbt mit Uranylacetat.

## Etymologie
Die Familie wurde zu Ehren von Jean Marie Schmidt (1938–2016), einer amerikanischen Mikrobiologin und Krebsforscherin, die unter den ersten Forschenden war, die Bakterien der Gattung Caulobacter untersuchten.
Sie wirkte u. a. an der University of Iowa, Iowa City, und University of California, Berkeley.
Der Suffix ‚-viridae‘ kennzeichnet Virusfamilien.